# Zambiában történt légi közlekedési balesetek listája
A Zambiában történt légi közlekedési balesetek listája mind a halálos áldozattal járó, mind pedig a kisebb balesetek, meghibásodások miatt történt, gyakran csak az adott légiforgalmi járművet érintő baleseteket is tartalmazza évenkénti bontásban.

## Zambiában történt légi közlekedési balesetek

### 1961
- 1961. szeptember 18. Ndola repülőterétől 15 km-re nyugatra. A Transair Sweden légiközlekedési vállalat tulajdonában álló, de az Egyesült Nemzetek Szervezetének zászlaja alatt közlekedő SE-BDY lajstromjelű, Douglas DC–6B típusú utasszállító repülőgép vélhetően pilótahiba, vagy a gép elleni támadás miatt lezuhant. A gépen utazott Dag Hammarskjöld ENSZ főtitkár is. A gépen 11 utas és 5 fő személyzet utazott. Mindenki életét vesztette a gépen. Egy fő a kórházban hunyt el.[1][2][3]